# 시모짓카촌
시모짓카촌(下拾箇村)은 아이치현 니시카스가이군에 설치되었던 촌이다. 현재의 기타나고야시 서부에 해당한다.